# El indulto
El indulto es una película española de drama de 1961, escrita y dirigida por José Luis Sáenz de Heredia y por Concha Velasco, Pedro Armendáriz y Manuel Monroy. Esta película es una adaptación libre del cuento homónimo de la novelista gallega Emilia Pardo Bazán, publicado en 1893.

## Sinopsis
La historia transcurre en un pueblo español, en tiempos del reinado de Alfonso XIII. Antonia se ve obligada a casarse a la fuerza con Lucas Sánchez tras quedarse embarazada de él. Su madre pacta con Lucas que las deje en paz a cambio de 20.000 reales que pretende utilizar para reformar un viejo molino. Lucas acepta. Sin embargo, poco después, reclama a su mujer y termina matando a la madre. Lorenzo, el hermano de Lucas, protege a Antonia ante las amenazas de su hermano.

## Reparto
- Pedro Armendáriz como Lucas Sánchez Parrondo.
- Concha Velasco como Antonia.
- Manuel Monroy como Pedro Sánchez Parrondo.
- Eulália del Pino como Basilia.
- Porfiria Sanchiz como Madre de Antonia.
- Antonio Garisa como Don José.
- Guadalupe Muñoz Sampedro como Doña Benita.
- Rafael de Penagos como Carmelo Santamaría.
- Fernando Sancho como El Maroma.
- José María Seoane como Juez.
- Pedro Porcel como Severino.
- Mercedes Muñoz Sampedro como Madre de Pili.
- Adriano Domínguez como Sargento Guardia Civil.
- José María Caffarel como Defensor.
- Narciso Ojeda como	Lorenzo.
- Erasmo Pascual como El Badila.
- Rafaela Aparicio como Pastelera.
- Ricardo Canales como Cochero.
- María Isbert como Vecina en celebración.
- Xan das Bolas como	Músico ambulante.
- Manuel Guitián como Músico ambulante.
- Jesús Puente como Guardia de patio.
- Alfonso Rojas como	Preso.
- Paula Martel como Pili.
- Ángel del Pozo como Cecilio.
- Rafael Bardem como	Cura en estación.
- José Calvo como Empleado estación de Madrid.
- Antonio Alfonso Vidal como	Cura en boda.
- Francisco Bernal como Paco.
- Luis Induni como Médico.
- Joaquín Bergía como Guardia del taller.
- Antonio Giménez Escribano como Obispo.
- José Manuel Pinillos como Guardia de las celdas.